# Ambassade de Finlande en Suède
L'ambassade de Finlande à Stockholm est une mission diplomatique de la Finlande en Suède.

## Présentation
L’ambassade est située au 11, Gärdesgatan, dans le quartier de Gärdet. 
Depuis printemps 2018, l'ambassadrice de Finlande en Suède est Liisa Talonpoika.